# Cătălin Țăranu

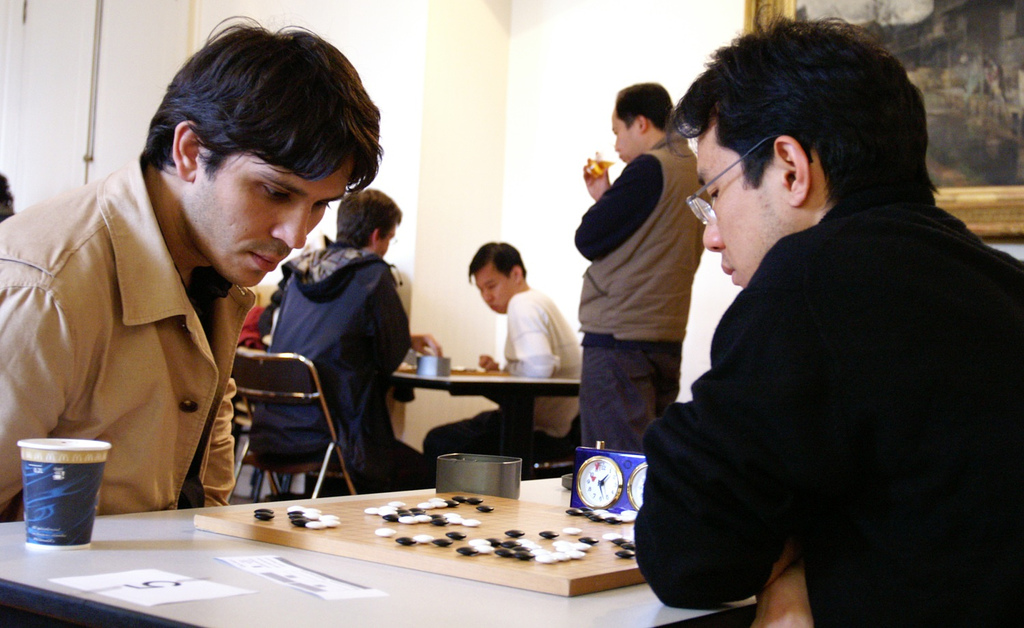
Cătălin Ţăranu (cu faţa) 2006 la Paris

Cătălin Țăranu (in Japoneza: タラヌ・カタリン, Taranu Katarin) (n. 31 martie 1973, Gura Humorului) este un jucător profesionist de go din România.
A învâțat go la vârsta de 16 ani de la Cristian Cobeli, profesor de matematică din Vatra Dornei.
A atins gradul 4 dan în doar doi ani.
A fost invitat în Japonia de către Saijo Masataka în 1995. A devenit membru al filialei Nagoya a asociației Nihon Ki-In (una din cele două asociații de go profesionist din Japonia) devenind insei (student care încearcă să devină profesionist). După doi ani reușit la examenul de profesionist al acestei asociații. A fost primul european care a trecut acest examen și și-a căpătat titlul de jucător profesionist după regulile valabile pentru jucătorii japonezi. Ulterior i-au trebuit doar 4 ani să ajungă la gradul 5 dan.
A câștigat în 1995 și 1998 faza europeană Ing Cup, în 1997 cupa Fujitsu. A fost campion european în 2008, plasându-se pe locul doi în 2005, 2009, 2011
În 1997, a fost subiectul unui film documentar la postul național de radio-televiziune din Japonia, NHK.